# فرودگاه ترتوگرو
فرودگاه ترتوگرو (به انگلیسی: Tortuguero Airport) یک فرودگاه خصوصی با کد یاتا TTQ است که یک باند فرود آسفالت دارد و طول باند آن ۹۵۰ متر است. این فرودگاه در کشور کاستاریکا قرار دارد و در ارتفاع ۲۵ متری از سطح دریا واقع شده است.